# 边境牧羊犬

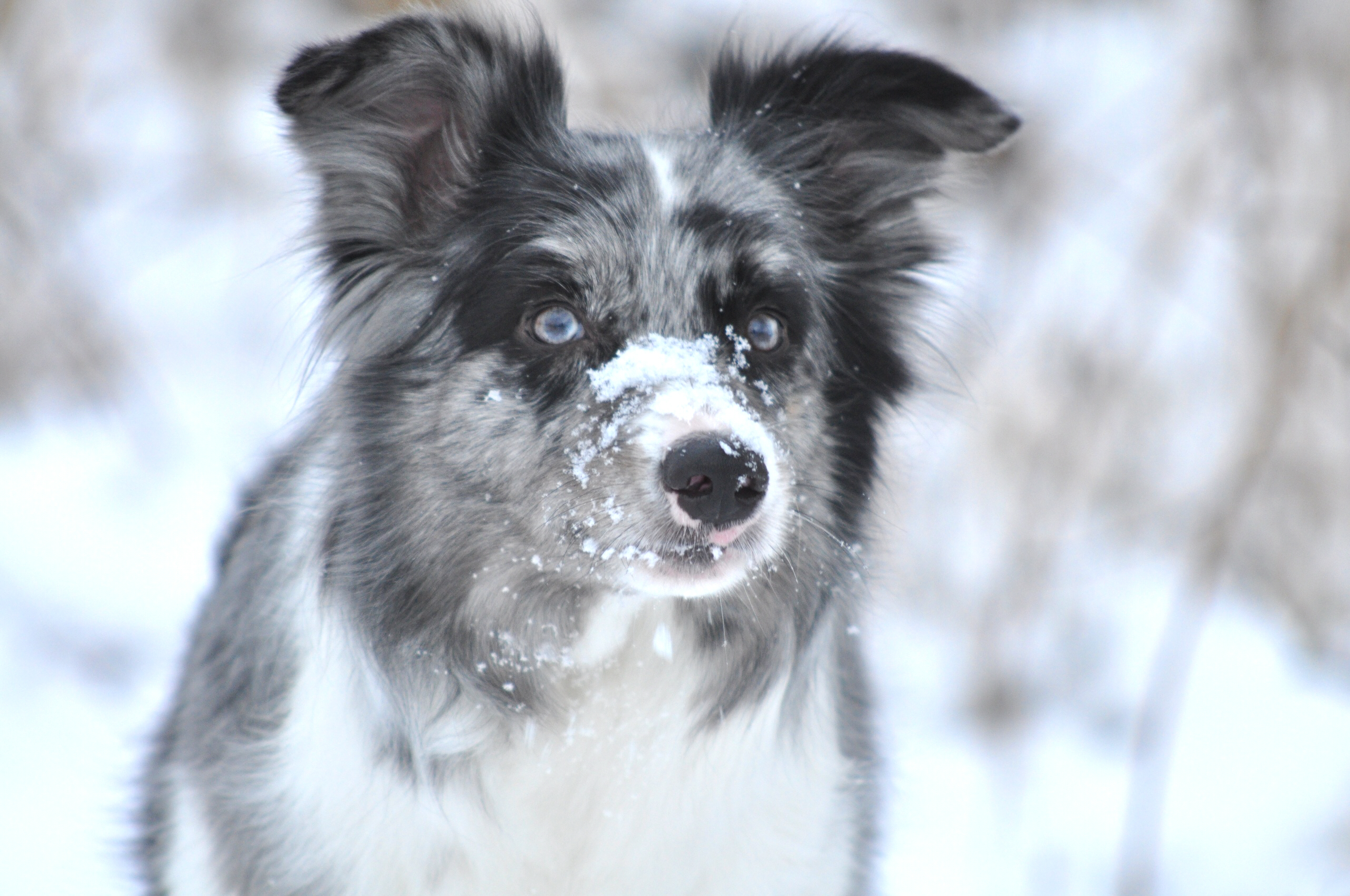
黑白色邊境牧羊犬

邊境牧羊犬（英語：Border Collie），中文簡稱邊牧，是一種原產自蘇格蘭和英格兰交界处的牧羊犬，邊牧以牠是犬類智商第一而聞名於世，懂得利用兇狠的眼神和肢體的压迫感來控制羊群的走向，是放牧和寵物的兩用犬。

## 背景

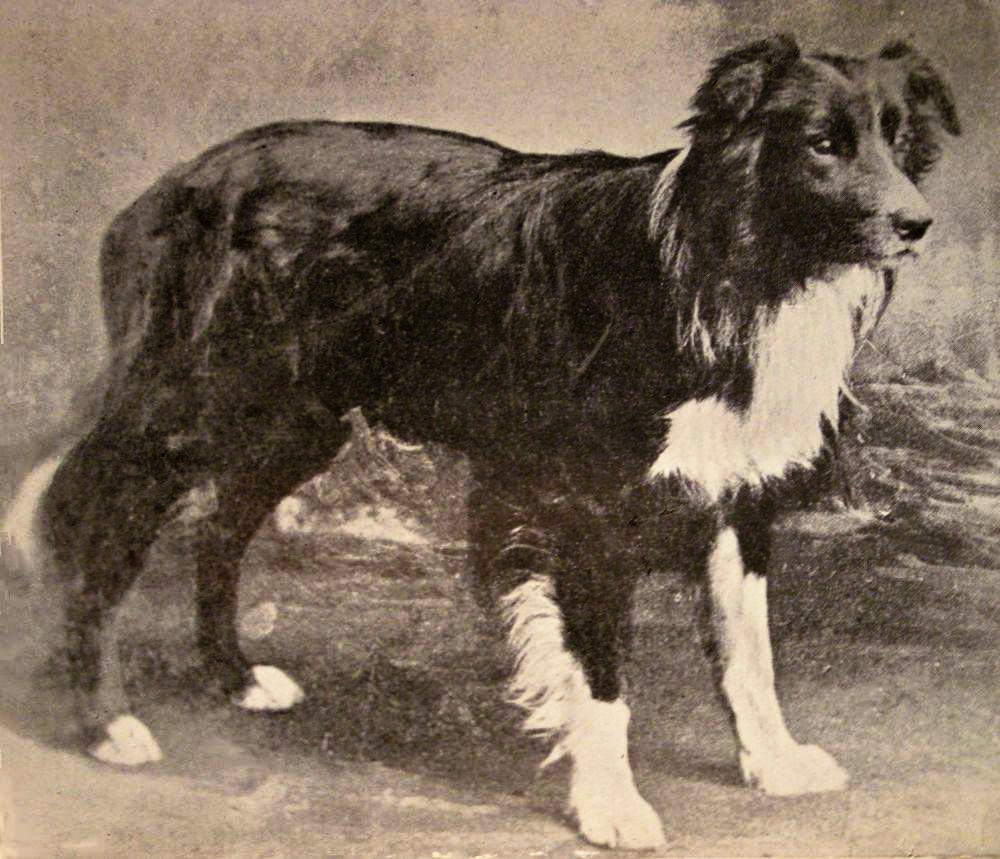
老漢普

邊境牧羊犬並非一開始就存在，牠們的祖先是從「柯利牧羊犬」（即體型中等、毛髮不太長的蘇格蘭牧羊犬）中進化而來，除了愛爾蘭島以外，整個不列顛島都是邊牧的原產地，屬於英國的本土的犬種。這種犬種的名稱來自於牠們最密集的生活場所，即蘇格蘭與英格蘭之邊境“哈德良長城”，在長城兩邊都有其存在，久而久之當地的人就把這些狗都統稱為「邊境牧羊犬」。現代邊境牧羊犬的血統在18世紀時被英國人馴化出來，1920年時被認證為一種特殊的血統狗，至今已有300年的歷史，屬於較為古老的一類狗狗。
「柯利牧羊犬」（Collie）或是「柯萊牧羊犬」（Colley）這兩個名字首次在19世紀初為人所提及，然而「柯利牧羊犬」這個名詞可以溯源至更早以前的蘇格蘭低地區方言。
所有現存的純種邊境牧羊犬血統，都可回溯至一隻名叫老漢普的狗。老漢普生於1893年9月，病死於1902年5月，飼主為亞當·特爾弗，牠身上有三種毛色，安靜而強壯，善於利用眼神管控羊群，因此許多牧羊人借用牠來育種，而老漢普的特色也就逐漸成為邊境牧羊犬這一支犬種的特色。
1915年，英國的國際牧羊犬協會幹事詹姆斯‧里德率先開始使用「邊境牧羊犬」這個名稱以和其他育犬協會中已由國際牧羊犬協會註冊的柯利牧羊犬（即蘇格蘭牧羊犬，包含長毛（粗毛）牧羊犬（Rough Collie）及短毛（順毛）牧羊犬（Smooth Collie））做出區別。牠們雖然源自同一血統，但在1860年被引入展示場後，就開始與其他品種交配，而發展出了不同的標準外型。

## 特徵

### 高智商
因為邊牧非常聰明，智商大約等同於人類的智商，根據2011年1月的媒體報導，有一隻邊境牧羊犬能夠大略了解1,022個人類字彙，並能根據這些命令做出正確的反應與動作，且掌握了一部分专有名词、物品名称和自己所有玩具的名称，所以邊牧在各種狗狗的競技中經常搶佔第一名的寶座，在《犬类智商》一書中也被排為所有犬類中智商最高的一個。
邊牧的精力旺盛、體格短壯，但肌肉精瘦，因此非常容易學習到各種高難度的雜技動作；加上邊牧的自我意識非常之強，所以很適合擔任農場放牧、看門、照顧其他狗狗這樣的“管理型”工作，但不適合警犬、導盲犬等“服從型”的工作。作為寵物犬，邊牧的受歡迎度則見仁見智，飼主需要給邊牧大量的運動和遊戲時間才能滿足其幸福感，有時候邊牧也會因為太興奮而出現一些過激行為，飼主需要給與邊牧很多的關愛並視其為平等的個體才能讓邊牧開心。

### 外型
邊境牧羊犬以體型來說是中等偏大的狗，大於喜樂蒂牧羊犬、柯基犬，小於蘇格蘭牧羊犬、古代牧羊犬。黑白是邊牧數量最多的配色，但也有黃白、灰白、黃白黑的品種。牠們的口鼻到腦門一段必定是白色的，頭腦上的白毛呈現「O」字樣，類似於禿頭；脖子有著一圈白毛，被稱為「白圍巾」；前、後腳的二分之一是白色，其他部分是黑色，而尾巴的末端是白色的。

### 性格
胆小，遇到强壮的狗就会跑掉；贪玩，喜欢扑人或其他小型犬。

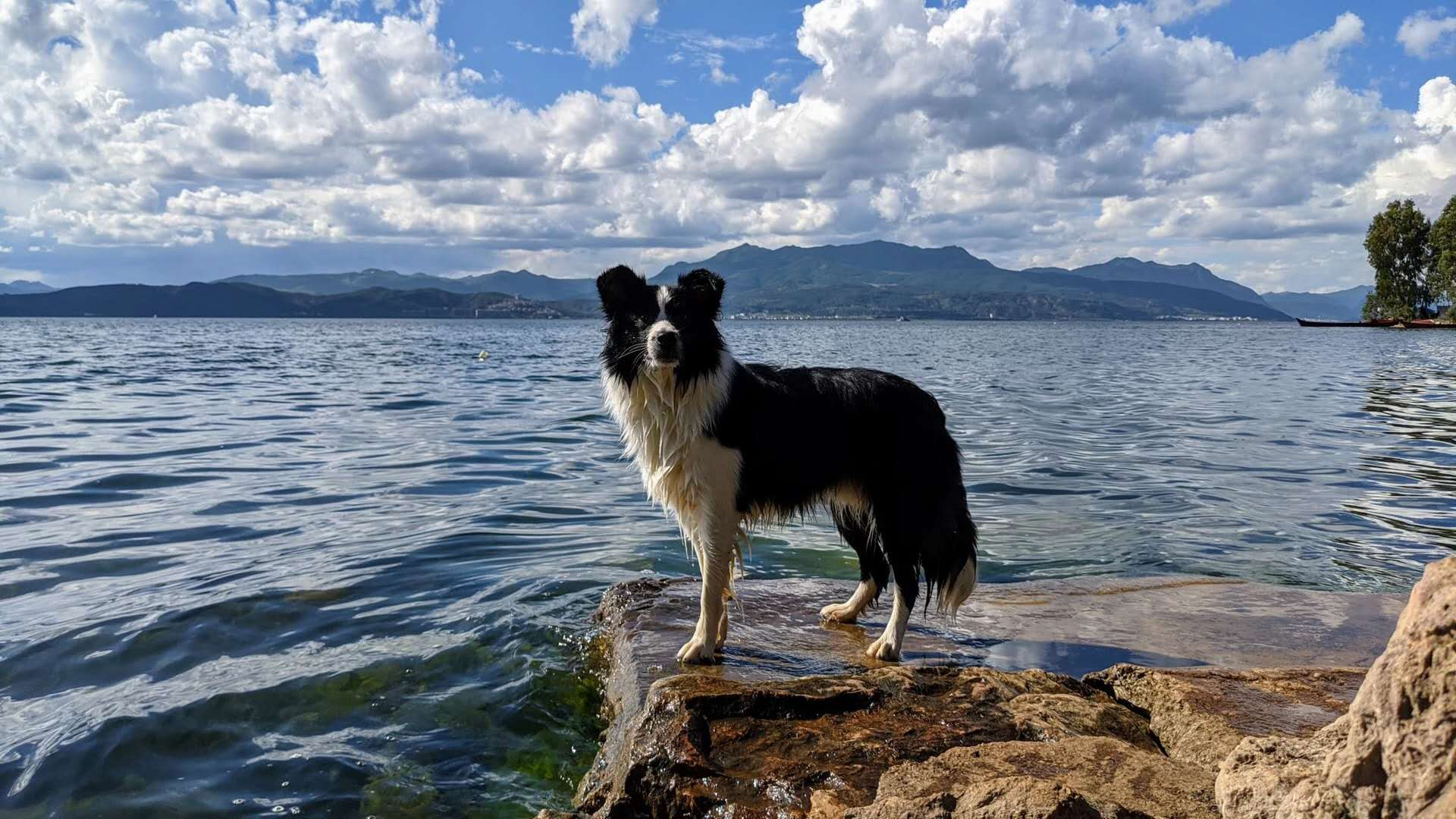
边境牧羊犬在云南抚仙湖畔

### 腳註
1. ↑  Coren, Stanley. . Bantam Books. 1995. ISBN 0-553-37452-4.
2. ↑  http://www.physorg.com/news/2011-01-border-collie-comprehends.html (Physorg.com)
3. ↑  http://news.discovery.com/animals/border-collie-breaks-vocabulary-record.html （页面存档备份，存于） (Discovery.com)
4. ↑  聪明又机智的边牧，喜欢和主人斗智斗勇，为什么当不了警犬

### 文獻
- Hartnagle-Taylor, Jeanne Joy, and Taylor, Ty. . Alpine Publications. 2010. ISBN 978-157779-106-5.

## 外部連結
- 中的“边境牧羊犬”